# Joël Ayayi
Joël Ayayi (* 5. März 2000 in Bordeaux) ist ein französischer Basketballspieler beninischer Abstammung.

## Werdegang
Ayayi begann 2005 in Bassens mit dem Basketballsport. Er spielte als Heranwachsender ebenfalls zeitweise Fußball. Seine Basketballlaufbahn setzte er im Nachwuchsbereich von US Bouscat Basket, dann von JSA Bordeaux sowie anschließend von Élan Béarnais Pau-Lacq-Orthez fort. 2015 wechselte er ans französische Nachwuchsleistungszentrum INSEP.
2017 ging Ayayi in die Vereinigten Staaten, wurde Student und Basketballspieler an der Gonzaga University. In der Saison 2017/18 nahm der Franzose nicht am Wettkampfbetrieb teil und bestritt dann zwischen 2018 und 2021 88 Spiele für die Hochschulmannschaft. 2018/19 war Ayayi noch Ergänzungsspieler, in den beiden folgenden Spieljahren dann Leistungsträger. Im Frühjahr 2020 wurde er als bester Spieler der Meisterschaftsrunde der West Coast Conference (WCC) ausgezeichnet. Im Anschluss an die Saison 2020/21 wurde er in die Mannschaft des Jahres der WCC berufen. Im April 2021 stand Ayayi mit Gonzaga im NCAA-Endspiel und verlor gegen die Baylor University. Anschließend wechselte er ins Profilager, schrieb sich für das NBA-Draftverfahren ein, wurde aber von keiner Mannschaft ausgewählt. Anfang August 2021 wurde er von den Los Angeles Lakers mit einem Zweiwegevertrag ausgestattet. Er bestritt Vorbereitungsspiele für die Kalifornier, noch vor dem Beginn der Saison 2021/22 kam es zur Trennung. Kurz darauf holten ihn die Washington Wizards, für die er Ende Oktober 2021 sein erstes NBA-Spiel bestritt. Nach sieben Einsätzen in der NBA und weiteren Spielen für die Mannschaft Capital City Go-Go in der NBA G-League wurde der Franzose im März 2022 aus dem Vertrag entlassen.
Mitte September 2022 erhielt Ayayi einen Vertrag von der NBA-Mannschaft Orlando Magic, der noch im selben Monat wieder aufgehoben wurde. Er wurde daraufhin Mitglied der Lakeland Magic in der NBA G-League. Ayayi kam während des Spieljahres 2022/23 für Lakeland in 31 Begegnungen zum Einsatz (7,5 Punkte/Spiel). In der Sommerpause 2023 wurde er vom französischen Erstligisten JSF Nanterre verpflichtet. Dort blieb er bis zum Ende des Spieljahres 2023/24.
Ende Mai 2024 gab JL Bourg-en-Bresse Ayayis Verpflichtung bekannt. Er erreichte in der Saison 2024/25 in der französischen Liga einen Punkteschnitt von 9,5 je Begegnung. In der Sommerpause 2025 schloss er sich dem amtierenden französischen Meister Paris Basketball an.

### Nationalmannschaft
2016 nahm er an der U16-Europameisterschaft teil. 2018 wurde er mit Frankreichs U18-Nationalmannschaft Dritter der Europameisterschaft und 2019 Dritter der U19-Weltmeisterschaft.

## Familie
Ayayis Schwester Valériane und sein Bruder Gérald schlugen ebenfalls Karrieren im Leistungsbasketball ein.